# Alexandra „Alex” Rousseau
Alexandra "Alex" Rousseau fiktív szereplő a Lost – Eltűntek c. sorozatból.
Alexandra Rousseau Danielle Rousseau lánya. Még egyhetes sem volt, amikor a „Többiek” elrabolták őt Danielle-től. Köztük nevelkedett fel. 16 évesen segít Claire-nek megszökni a Pálca állomásról. Amikor Tom a dzsungelben szóba elegyedik Jackkel, megkéri Alexet, hogy vezesse elő a foglyul ejtett Kate-et. Alex megkéri Pickett-et, hogy tegye meg helyette. Amíg Pickett távol van, Alex Claire kisbabájáról próbálja kifaggatni a fogva tartott Michaelt, de ő nem tud felelni, mert betömték a száját.
A kőfejtőben megpróbál beszélni Kate-tel. Megjegyzi, hogy a társai az ő ruháját adták rá és barátja, Karl felől érdeklődik.
Négy nappal később, ismét a kőfejtőben, Alex csúzlival rátámad kettőre a „Többiek” közül. Danny Pickettet is célba veszi, és követeli, hogy mondja el neki, hol van „ő”, és szintén követeli, hogy beszélhessen Bennel. De Pickett pisztolyt szegez neki, s közben egy társa elragadja Alexet. Mielőtt elhurcolnák, figyelmezteti Kate-et, hogy bármit mondanak neki, ne higgyen nekik. Elmondja, hogy az ő barátját is meg fogják ölni, akárcsak az övét. 